# Wonder Lake (Illinois)
Wonder Lake é uma vila localizada no estado americano de Illinois, no Condado de McHenry.

## Demografia
Segundo o censo americano de 2000, a sua população era de 7463 habitantes.

## Geografia
De acordo com o United States Census Bureau tem uma área de
18,7 km², dos quais 16,2 km² cobertos por terra e 2,5 km² cobertos por água.

## Localidades na vizinhança
O diagrama seguinte representa as localidades num raio de 8 km ao redor de Wonder Lake.